# 31. maj
31. maj er dag 151 i året i den gregorianske kalender (dag 152 i skudår). Der er 214 dage tilbage af året.
- Det er FN's og WHO's internationale røgfri dag (ikke-ryger-dag) til at markere indsatsen for rygestop. (Se også: Rygeloven).

- Petronellas dag. Petronella, der døde omkring år 100, er en af de autentiske, oldkirkelige martyrer. Hun omtales som apostlen Peters datter, men det skal formentlig forstås som hans åndelige datter.

### Begivenheder
Født - Dødsfald
- 70 - I Jerusalem indtager de romerske tropper den første bymur.[1]
- 1884 - John Harvey Kellogg, (Kellogg Company), får patent på cornflakes.
- 1902 - Den anden boerkrig i Sydafrika afsluttes, og Storbritannien får kontrol over Sydafrika.
- 1910 - Den sydafrikanske union bliver et dominion under det Britiske Imperium.
- 1911 - Skibsværftet Harland & Wolf i Belfast søsætter det gode (synkefri) skib Titanic.
- 1915 - Zeppelinere udfører nogle af de første angreb mod London. 28 omkommer og 60 såres.
- 1916 - Det største søslag under Verdenskrigen, Søslaget ved Jylland mellem britiske og tyske flådeenheder, indledes. Royal Navy lider store tab, men det lykkes ikke den tyske Kaiserliche Marine at bryde den britiske flådes dominans.
- 1917 - Første jazzplade udsendes (Dark Town Strutters Ball)[kilde mangler].
- 1921 - Der udbryder uroligheder i den amerikanske by Tulsa i Oklahoma, da hvide indbyggere angriber byens sorte bydel Greenwood.
- 1927 - Efter en produktion på 15.007.003 enheder, ruller den sidste Ford Model T ud fra fabrikken.
- 1939 - I Berlin indgår Danmark - som det eneste nordiske land - en ikke-angrebspagt med Tyskland.
- 1942 - Luftwaffe bomber Coventry.
- 1944 - Medlemmerne af Hvidstengruppen overføres til "dødscellen" i Vestre Fængsel. De indsættes i celle 2, sammen med Viborggruppen, så der er i alt 18 mand i et rum på seks gange fire meter.
- 1961 - Sydafrika bliver en selvstændig republik.
- 1961 - Bestemmelsen om, at socialhjælpsmodtagere skal have myndighedernes tilladelse for at gifte sig, ophæves.
- 1968 - Den danske skuespiller og entertainer Preben Uglebjerg bliver dræbt i en voldsom trafikulykke.
- 1969 - Den første plade af et enkelt medlem af The Beatles optages af John Lennon sammen med Yoko Ono, nemlig Give Peace a Chance.
- 1974 - Syrien og Israel underskriver en våbenhvile, der formelt afslutter Yom Kippur krigen.
- 1986 - Høje Taastrups nye banegård indvies af dronning Margrethe 2..
- 1990 - Mikhail Gorbatjov og George H.W. Bush mødes i Washington D.C. til et topmøde, som skal gøre en ende på 45 års kold krig.
- 1994 - Sydafrika tilslutter sig Commonwealth.
- 1995 - Prins Joachim forlover sig med Alexandra Manley fra Hong Kong.
- 1996 - Folketinget vedtager en særlov, som fjerner tilskud til 32 Tvind-skoler.
- 1998 - Den japanske kejser Akihito ankommer på officielt besøg til Danmark.
- 2000 - En kraftig brand opstår på plastvarefabrikken Bantex i Allerød. Dette betyder, at adskillige beboere i Allerød, Blovstrød og Birkerød evakueres, og at 54 ansatte på fabrikken mister deres job.
- 2000 - Carlsberggruppen fusionerer med norske Orkla.
- 2002 - VM i fodbold 2002 indledes med en overraskende 1-0 sejr til Senegal over de forsvarende verdensmestre fra Frankrig.
- 2003 - Air Frances Concorde gennemfører sin sidste flyvning.
- 2003 - MTV Movie Awards 2003 afholdes i Shrine Auditorium, Los Angeles, Californien.
- 2005 - William Mark Felt indrømmer i bladet Vanity Fair, at han var den anonyme kilde Deep Throat i Watergate-skandalen.
- 2005 - Ejeren af det russiske olieselskab Yukos, Mikhail Khordorskovij, idømmes ni års fængsel for bedrageri og skatteunddragelse.

### Født
- 1243 - Jakob 2. af Mallorca, konge af Mallorca (død 1311).
- 1469 - Manuel 1., konge af Portugal (død 1521).
- 1819 - Walt Whitman, amerikansk digter og journalist (død 1892).
- 1857 - Pius 11., italienskfødt pave (død 1939).
- 1872 - William Heath Robinson, engelsk illustrator (død 1944).
- 1894 - Fred Allen, amerikansk komiker (død 1956).
- 1908 - Sigfred Johansen, dansk skuespiller (død 1953).
- 1908 - Nils Poppe, svensk skuespiller (død 2000).
- 1911 - Maurice Allais, fransk økonom og fysiker (død 2010).
- 1922 - Denholm Elliot, engelsk skuespiller (død 1992).
- 1922 - Suze Boschma-Berkhout, nederlandsk skulptør (død 1997).
- 1923 - Rainier 3., prins af Monaco (død 2005).
- 1930 - Clint Eastwood, amerikansk skuespiller og instruktør.
- 1931 - Bjørn Andersen, dansk atlet (død 2006).
- 1934 - Ulla Kampmann, dansk tegner og forfatter.
- 1939 - Terry Waite, engelsk humanist.
- 1940 - Bruce Chatwin, engelsk forfatter (død 1989).
- 1945 - Rainer Werner Fassbinder, tysk filminstruktør (død 1982).
- 1946 - Flemming Knudsen, dansk rådmand og tidligere borgmester i Århus.
- 1946 - Peter H. Larsen, dansk jazzredaktør.
- 1948 - John Bonham, engelsk trommeslager i Led Zeppelin (død 1980).
- 1949 - Tom Berenger, amerikansk skuespiller.
- 1950 - Peter Duetoft, dansk konsulent og tidligere politiker.
- 1953 - Louise Frevert, dansk folketingsmedlem og danser.
- 1961 - Lea Thompson, amerikansk skuespiller.
- 1963 - Arne Ullum, dansk chefredaktør.
- 1965 - Brooke Shields, amerikansk skuespillerinde.
- 1970 - Claus Thomsen, dansk fodboldspiller og tv-kommentator.
- 1972 - Heidi Astrup, dansk håndboldspiller.
- 1976 - Colin Farrell, irsk skuespiller.
- 1977 - Joachim B. Olsen, dansk kuglestøder.
- 1980 - Dy Plambeck, dansk forfatter.
- 1986 - Robert Gesink, hollandsk professionel cykelrytter

### Dødsfald
- 1740 - Frederik Vilhelm 1., preussisk konge (født 1688).
- 1809 - Joseph Haydn, østrigsk komponist (født 1732).
- 1832 - Évariste Galois, fransk matematiker (født 1811) - død efter duel.
- 1837 - Joseph Grimaldi, engelske klovn (født 1779).
- 1968 - Preben Uglebjerg, dansk skuespiller (født 1931) - bilulykke.
- 1983 - Jack Dempsey, amerikansk bokser (født 1895).
- 1986 - Tutta Rosenberg, dansk societykvinde (født 1912).
- 1996 - Timothy Leary, amerikansk psykolog og LSD-forkæmper (født 1920).
- 1998 – Michio Suzuki, japansk matematiker (født 1926).
- 2000 - Tito Puente, amerikansk musiker (født 1923).
- 2009 - Millvina Dean, sidste overlevende fra Titanic (født 1912).
- 2010 - Louise Bourgeois, fransk-amerikansk billedkunstner (født 1911).
- 2013 - Jean Stapleton, amerikansk skuespillerinde (født 1923).